# Penela
Penela is een plaats en gemeente in het Portugese district Coimbra.
De gemeente heeft een totale oppervlakte van 135 km² en telde 6594 inwoners in 2001.